# 長溪鎮區 (阿肯色州卡羅爾縣)
長溪鎮區（英語：Long Creek Township）是位於美國阿肯色州卡羅爾縣的一個行政鎮區。

## 地方資料
根據2010年美國人口普查的數據，長溪鎮區的面積為113.45平方千米，當中陸地面積為110.94平方千米，而水域面積為2.51平方千米。當地共有人口614人，而人口密度為每平方千米5人。